# 侯赛因·本·阿里·本·阿比·塔利卜

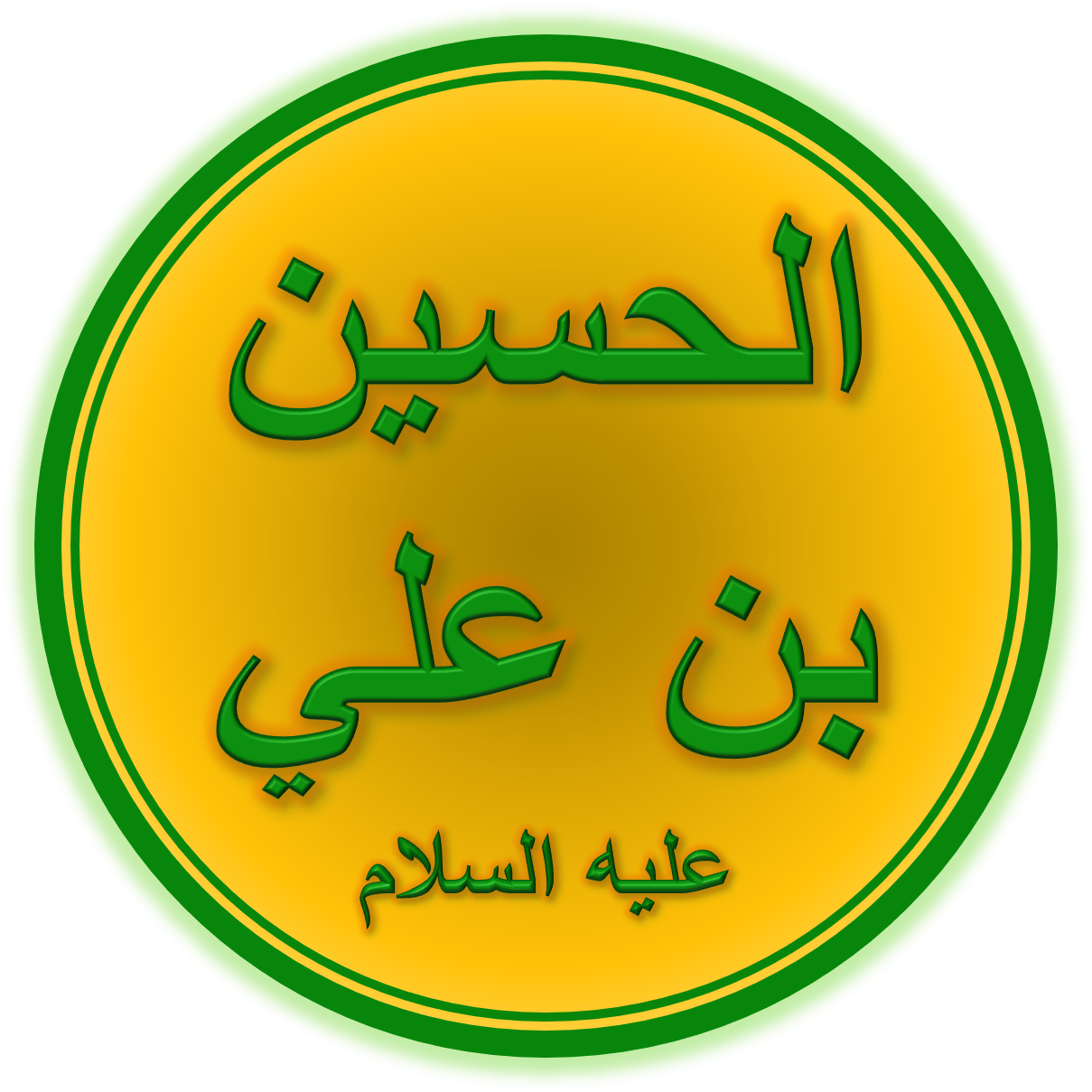

侯赛因·伊本·阿里·本·阿比·塔利卜（阿拉伯语：حسين ابن علي ابن أﺑﻲ طالب，羅馬化：Ḥusayn ibn 'Alī ibn Abī Ṭālib，626年－680年10月10日），阿拉伯帝国哈里发阿里·本·阿比·塔利卜次子。伊斯兰教先知穆罕默德的外孫。
阿里死后，其长子哈桑·本·阿里·本·阿比·塔利卜被迫放弃哈里发继承权，由穆阿维叶一世建立奧瑪亞王朝，自己率阿里宗族退居麦地那。哈桑死后，侯赛因继位为阿里家族领袖。
680年，叶齐德一世继位为哈里发，侯赛因不承认他的地位，拒不向其效忠，率眾迁往麦加。不久，库法发生针对叶齐德的反抗，邀请侯赛因前往主政。途中，侯赛因和其200余名拥护者被叶齐德派赛义德·本·阿比·瓦卡斯之子欧麦尔率军6000人包围于卡尔巴拉。侯赛因和其随从拒绝投降，全体于10月10日卡尔巴拉战役中战死。当天是伊斯兰历穆哈兰姆月10日，被什叶派定为阿舒拉节纪念。
为了纪念侯赛因的殉难，什叶派穆斯林将穆哈兰姆月月（伊斯兰历中的战争日期）的前十天定为哀悼日（见 ʿ阿舒拉节ʾ）。对侯赛因之死的复仇变成了一种战斗口号，帮助瓦解了奧瑪亞王朝哈里发政权，并推动了强大的什叶派运动的兴起。
侯赛因的生平细节被围绕他殉难的传说所掩盖，但他的最后行动似乎受到一种明确的意识形态的启发——建立一个政权，恢复“真正的”伊斯兰政体，而不是他认为的奧瑪亞王朝不公正的统治。
侯赛因之死标志着伊斯蘭教中什叶派同逊尼派的彻底决裂，他也被什叶派穆斯林一致追认为第三位伊玛目。他的墓地伊玛目侯赛因圣陵也成为什叶派的第四大圣寺。

## 外部連結
- Hussein ibn 'Ali （页面存档备份，存于） an article of Encyclopædia Britannica.
- YouTube上的Biography of Imam Husayn
- Hussein ibn 'Ali （页面存档备份，存于） by Wilferd Madelung, an article of Encyclopædia Iranica.
- Hussein ibn 'Ali in popular Shiism （页面存档备份，存于） by Jean Calmard, an article of Encyclopædia Iranica.
- Imam Hussein in the eyes of non-Muslims （页面存档备份，存于）
- The Third Imam
- Martyr Of Karbala （页面存档备份，存于）
- An account of the death of Husayn ibn Ali （页面存档备份，存于）
- Interactive Family Tree by Happy Books
- Story of Karbala: Maqtal e Abi Mukhnaf （页面存档备份，存于）
- Brief History of Transfer of the Sacred Head of Hussain ibn Ali, From Damascus to Ashkelon to Qahera By Qazi Dr. Shaikh Abbas Borhany PhD (USA), NDI, Shahadat al A'alamiyyah (Najaf, Iraq), M.A., LLM (Shariah) Member, Ulama Council of Pakistan. Published in Daily News, Karachi, Pakistan on 3 January 2009.

| 前任： 哈桑·本·阿里·本·阿比·塔利卜 | 伊斯蘭教第三代伊玛目 669年－680年 | 繼任： 阿里·宰因·阿比丁 |

1. ↑  Nakash, Yitzhak. . Die Welt des Islams. 1 January 1993, 33 (2): 161–181  [19 July 2016]. doi:10.1163/157006093X00063. （原始内容存档于15 August 2016）.
2. 1 2 3 4 5 6 7 8  al-Qarashi, Baqir Shareef. . Qum: Ansariyan Publications. 2007: 58.
3. ↑  Tirmidhi, Vol. II, p. 221; تاريخ الخلفاء، ص189 [History of the Caliphs]
4. ↑  . Qum: Ansariyan Publications. 2004: 95.
5. ↑  . : 198.
6. ↑  Fığlâlı & Üzün 1998，第518頁.
7. ↑  Mohammad Reyshahri（英语：Mohammad Reyshahri）, 《古兰经、圣训和历史中的伊玛目侯赛因百科全书》, Dar Al-Hadith Research Center, 第1卷, 第215页
8. ↑  S. Manzoor Rizvi. . Lulu.com. 14 October 2014. ISBN 978-1312600942.